# Spoorlijn Aulnay-sous-Bois - Roissy 2-RER
De Spoorlijn Aulnay-sous-Bois - Roissy 2-RER is een Franse spoorlijn van Aulnay-sous-Bois naar Aéroport de Paris-Charles de Gaulle. De lijn is 15,0 km lang en heeft als lijnnummer 076 000.

## Geschiedenis
De spoorlijn werd door de SNCF in 1976 geopend tot de net twee jaar daarvoor geopende Aéroport de Paris-Charles de Gaulle. In 1994 werd de lijn verlengd tot station Aéroport Charles-de-Gaulle 2 TGV.

## Treindiensten
De SNCF verzorgt het personenvervoer op dit traject RER treinen.
| Serie | Treinsoort        | Route | Bijzonderheden |
| ----- | ----------------- | --- | -------------- |
| RER B | RER (SNCF / RATP) | [ Aéroport Charles de Gaulle 2 TGV – ] / [ Mitry - Claye – ] Paris-Nord – Bourg-la-Reine – [ Robinson ] / [ Antony – Palaiseau – Saint-Rémy-lès-Chevreuse ] |                |

## Aansluitingen
In de volgende plaats is er een aansluiting op de volgende spoorlijnen:
Aulnay-sous-Bois
RFN 229 000, spoorlijn tussen La Plaine en Anor
RFN 968 000, spoorlijn Bondy en Aulnay-sous-Bois

## Elektrificatie
Die lijn werd bij aanleg in 1976 geëlektrificeerd met een wisselspanning van 25.000 volt 50 Hz.

## Galerij

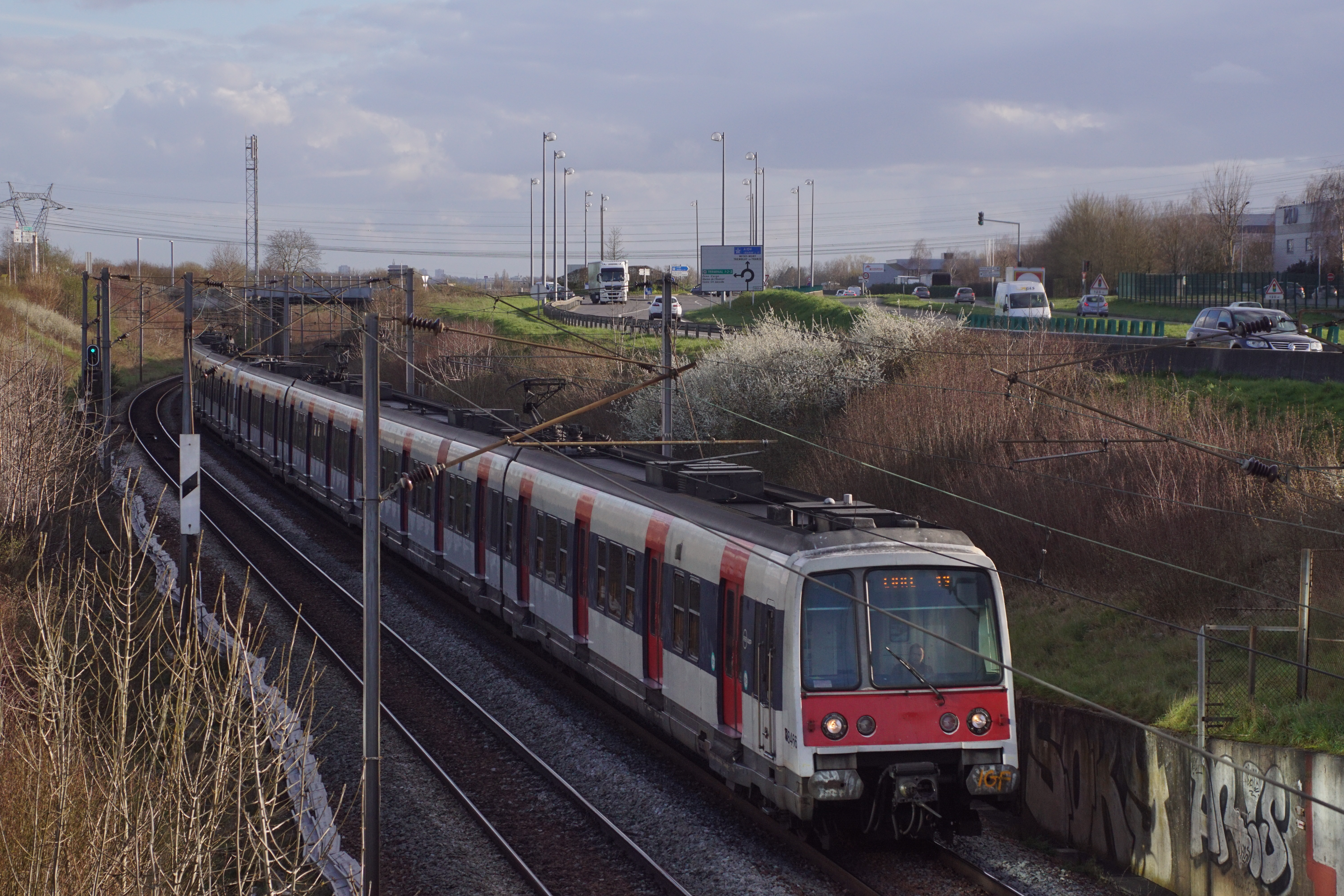
Een treinstel van RER B op weg naar Aéroport de Paris-Charles de Gaulle
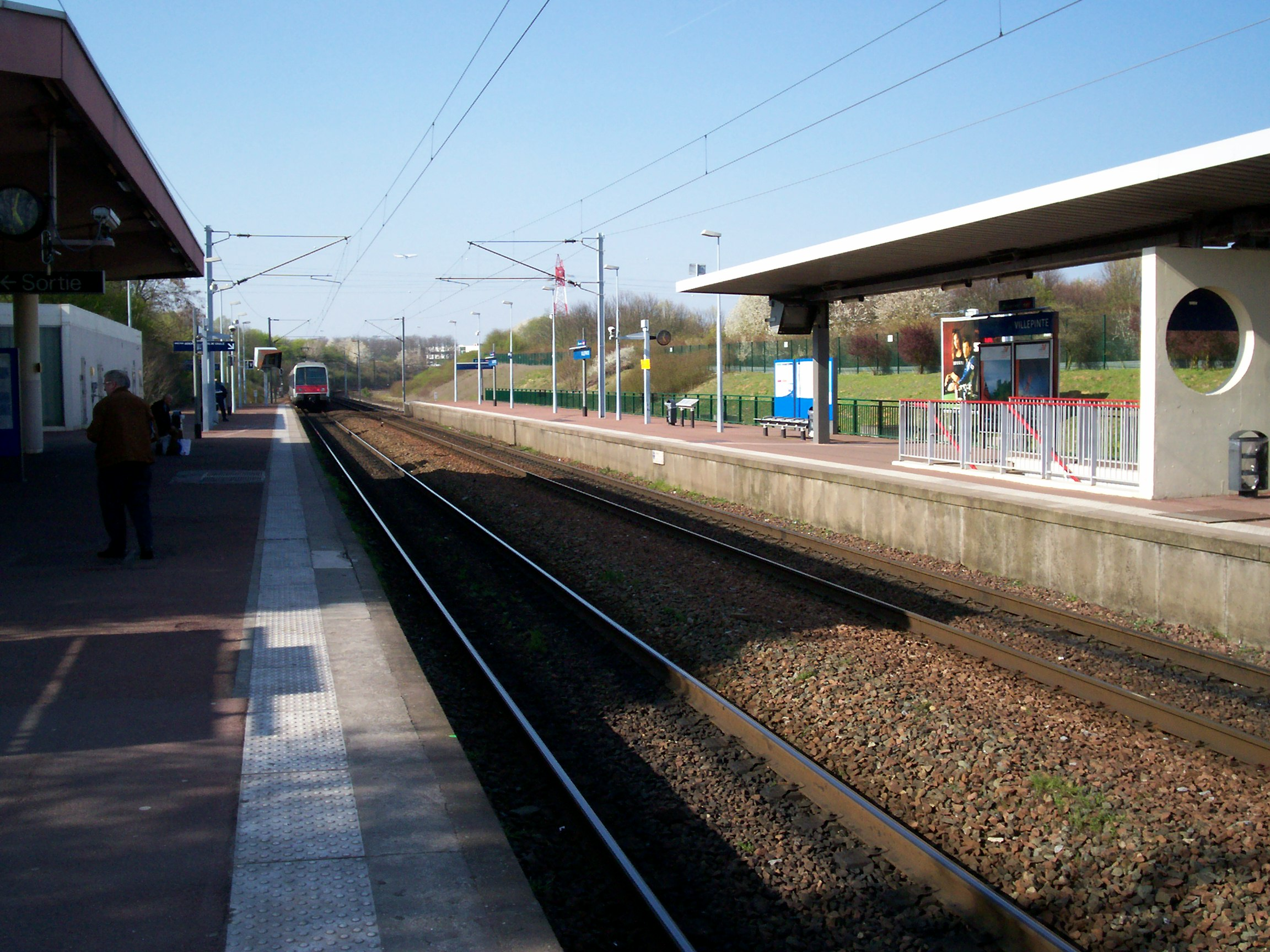
Station Villepinte
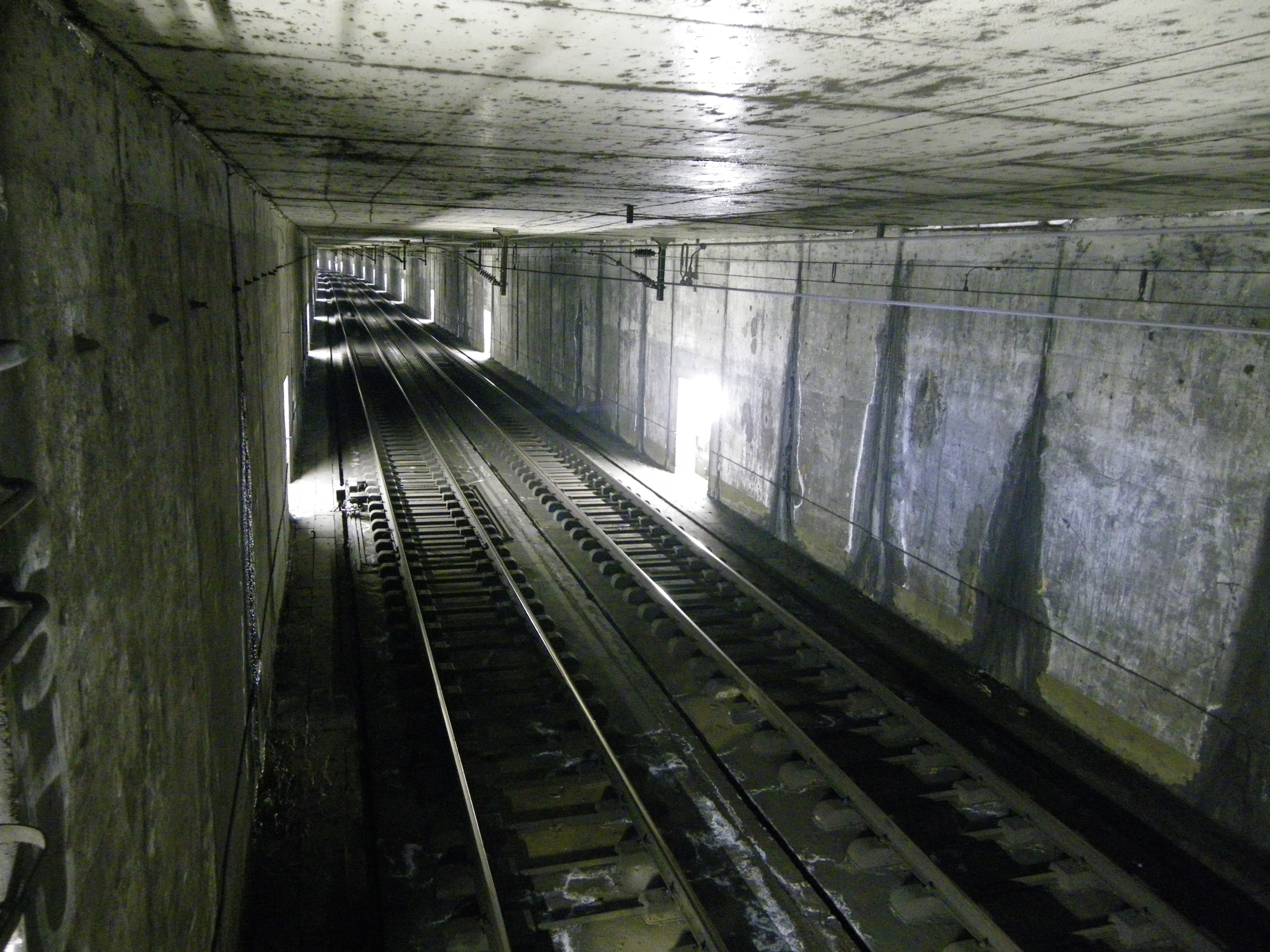
Tunnel van Sevran